# شهرستان گوینت (جورجیا)
شهرستان گوینت، جورجیا (به انگلیسی: Gwinnett County, Georgia) یک سکونتگاه مسکونی در ایالات متحده آمریکا است که در جورجیا واقع شده‌است.